# 林宥嘉 idol 世界巡迴演唱會
《林宥嘉 idol 世界巡迴演唱會》是台灣男歌手林宥嘉的第六次的大型巡回演唱會，更為其出道以來首個日本演唱會。

## 軼事
於2018年12月29日在台北小巨蛋揭開序幕，亦為其首次於台北揭開序幕的演唱會。
因2019冠状病毒病疫情的出現，導致於2020年後演唱會須停辦。最終，本演唱會在2023年2月20日於Queen Elizabeth Theatre重新揭開序幕。

## 售票
| 開售日期 | 開售日期 | 開售時間                | 開售類型                 |
| -------- | -------- | ----------------------- | ------------------------ |
| 2018年   | 10月27日 | 中午12時正 （台北時間） | 台北站KKTIX公開發售      |
| 2019年   | 3月8日   | 上午10時正 （香港時間） | 香港站城市售票網公開發售 |
| 2019年   | 8月4日   | 中午12時正 （高雄時間） | 高雄站KKTIX公開發售      |
| 2023年   | 4月18日  | 上午10時正 （香港時間） | 香港站城市售票網公開發售 |
| 2023年   | 9月24日  | 中午12時正 （台北時間） | 台北站KKTIX公開發售      |

## 巡迴演出
| 場次 | 日期           | 國家／地區 | 城市                  | 場館                           | 備註                                 |
| ---- | -------------- | ---------- | --------------------- | ------------------------------ | ------------------------------------ |
| 1    | 2018年12月29日 | 臺灣       | 台北                  | 台北小巨蛋                     |                                      |
| 2    | 2018年12月30日 | 臺灣       | 台北                  | 台北小巨蛋                     |                                      |
| 3    | 2019年4月13日  | 中国大陆   | 成都                  | 五粮液成都金融城演藝中心       |                                      |
| 4    | 2019年4月20日  | 中国大陆   | 西安                  | 大明宮國家遺址公園御道廣場     |                                      |
| 5    | 2019年5月11日  | 中国大陆   | 上海                  | 虹口足球場                     |                                      |
| 6    | 2019年5月24日  | 香港       | 香港                  | 紅磡體育館                     |                                      |
| 7    | 2019年5月25日  | 香港       | 香港                  | 紅磡體育館                     |                                      |
| 8    | 2019年5月26日  | 香港       | 香港                  | 紅磡體育館                     |                                      |
| 9    | 2019年6月1日   | 中国大陆   | 福州                  | 福州海峽奧林匹克體育中心       |                                      |
| 10   | 2019年6月15日  | 中国大陆   | 蘇州                  | 蘇州奧林匹克體育中心體育館     |                                      |
| 11   | 2019年6月22日  | 中国大陆   | 濟南                  | 濟南奧林匹克體育中心體育館     |                                      |
| 12   | 2019年7月6日   | 中国大陆   | 合肥                  | 合肥濱湖國際會展中心           |                                      |
| 13   | 2019年7月13日  | 中国大陆   | 北京                  | 凱迪拉克中心                   |                                      |
| 14   | 2019年7月20日  | 中国大陆   | 瀋陽                  | 遼寧體育館                     |                                      |
| 15   | 2019年8月3日   | 中国大陆   | 青島                  | 青島體育中心國信體育館         |                                      |
| 16   | 2019年8月17日  | 中国大陆   | 南京                  | 南京奧體中心體育館             |                                      |
| 17   | 2019年8月24日  | 中国大陆   | 長沙                  | 湖南國際會展中心               |                                      |
| 18   | 2019年9月7日   | 新西兰     | 奧克蘭                | The Trusts Arena               |                                      |
| 19   | 2019年9月13日  |            | 墨爾本                | Margaret Court Arena           |                                      |
| 20   | 2019年9月15日  | 悉尼       | The Star Event Centre |                                |                                      |
| 21   | 2019年10月5日  | 臺灣       | 高雄                  | 高雄巨蛋                       |                                      |
| 22   | 2019年10月6日  | 臺灣       | 高雄                  | 高雄巨蛋                       |                                      |
| 23   | 2019年11月9日  | 中国大陆   | 佛山                  | 佛山國際體育文化演藝中心       |                                      |
| 24   | 2019年11月30日 | 中国大陆   | 杭州                  | 黃龍體育中心體育館             |                                      |
| 25   | 2019年12月1日  | 中国大陆   | 杭州                  | 黃龍體育中心體育館             |                                      |
| 26   | 2019年12月7日  | 中国大陆   | 武漢                  | 武漢體育中心沌口體育館         |                                      |
| 27   | 2019年12月29日 | 中国大陆   | 寧波                  | 寧波奧體中心體育館             |                                      |
| 28   | 2020年1月10日  | 中国大陆   | 无锡                  | 無錫市體育中心體育館           |                                      |
| 29   | 2023年2月20日  | 加拿大     | 溫哥華                | Queen Elizabeth Theatre        |                                      |
| 30   | 2023年2月23日  | 加拿大     | 多倫多                | Meridian Hall                  |                                      |
| 31   | 2023年2月25日  | 美国       | 紐約                  | Colden Auditorium              |                                      |
| 32   | 2023年2月26日  | 美国       | 紐約                  | Colden Auditorium              |                                      |
| 33   | 2023年2月28日  | 美国       | 洛杉磯                | Pasadena Civic Auditorium      |                                      |
| 34   | 2023年3月2日   | 美国       | 聖荷西                | Center for the Performing Arts |                                      |
| 35   | 2023年3月5日   | 法國       | 巴黎                  | Palais des Congrès de Paris    |                                      |
| 36   | 2023年3月9日   | 英国       | 倫敦                  | Eventim Apollo                 |                                      |
| 37   | 2023年4月28日  | 香港       | 香港                  | 紅磡體育館                     |                                      |
| 38   | 2023年4月29日  | 香港       | 香港                  | 紅磡體育館                     |                                      |
| 39   | 2023年4月30日  | 香港       | 香港                  | 紅磡體育館                     | 嘉賓：林家謙                         |
| 40   | 2023年7月8日   | 中国大陆   | 廣州                  | 廣州寶能觀致文化中心           |                                      |
| 41   | 2023年8月5日   | 中国大陆   | 武漢                  | 武漢體育中心體育館             |                                      |
| 42   | 2023年8月6日   | 中国大陆   | 武漢                  | 武漢體育中心體育館             |                                      |
| 43   | 2023年8月25日  | 澳門       | 澳門                  | 金光綜藝館                     |                                      |
| 44   | 2023年8月26日  | 澳門       | 澳門                  | 金光綜藝館                     |                                      |
| 45   | 2023年11月4日  | 中国大陆   | 鄭州                  | 鄭州奧林匹克體育中心體育館     |                                      |
| 46   | 2023年11月11日 | 中国大陆   | 重庆                  | 重庆国际博览中心中央大厅       |                                      |
| 47   | 2023年11月12日 | 中国大陆   | 重庆                  | 重庆国际博览中心中央大厅       |                                      |
| 48   | 2023年11月18日 | 中国大陆   | 深圳                  | 深圳大运中心体育馆             |                                      |
| 49   | 2023年11月19日 | 中国大陆   | 深圳                  | 深圳大运中心体育馆             |                                      |
| 50   | 2023年11月25日 | 中国大陆   | 長沙                  | 湖南國際會展中心               |                                      |
| 51   | 2023年11月26日 | 中国大陆   | 長沙                  | 湖南國際會展中心               |                                      |
| 52   | 2023年12月2日  | 中国大陆   | 济南                  | 济南奥林匹克体育中心体育馆     |                                      |
| 53   | 2023年12月15日 | 臺灣       | 台北                  | 台北小巨蛋                     | 嘉賓：魏如萱                         |
| 54   | 2023年12月16日 | 臺灣       | 台北                  | 台北小巨蛋                     | 嘉賓：黃大煒                         |
| 55   | 2023年12月17日 | 臺灣       | 台北                  | 台北小巨蛋                     | 嘉賓：陳華、蕭煌奇                   |
| 56   | 2023年12月30日 | 中国大陆   | 北京                  | 凱迪拉克中心                   |                                      |
| 57   | 2023年12月31日 | 中国大陆   | 北京                  | 凱迪拉克中心                   |                                      |
| 58   | 2024年1月1日   | 中国大陆   | 北京                  | 凱迪拉克中心                   |                                      |
| 59   | 2024年1月20日  | 中国大陆   | 海口                  | 海南国际会议会展中心五号馆     |                                      |
| 60   | 2024年4月20日  | 中国大陆   | 廈門                  | 海峽大劇院                     |                                      |
| 61   | 2024年4月21日  | 中国大陆   | 廈門                  | 海峽大劇院                     |                                      |
| 62   | 2024年5月18日  | 中国大陆   | 上海                  | 浦發銀行東方體育中心           |                                      |
| 63   | 2024年5月19日  | 中国大陆   | 上海                  | 浦發銀行東方體育中心           |                                      |
| 64   | 2024年6月22日  | 中国大陆   | 蘇州                  | 蘇州奧林匹克體育中心體育館     |                                      |
| 65   | 2024年6月23日  | 中国大陆   | 蘇州                  | 蘇州奧林匹克體育中心體育館     |                                      |
| 66   | 2024年7月6日   | 中国大陆   | 合肥                  | 合肥少荃体育中心               |                                      |
| 67   | 2024年7月13日  | 中国大陆   | 天津                  | 天津奥林匹克中心体育馆         |                                      |
| 68   | 2024年7月14日  | 中国大陆   | 天津                  | 天津奥林匹克中心体育馆         |                                      |
| 69   | 2024年7月27日  | 中国大陆   | 寧波                  | 寧波奧體中心體育館             |                                      |
| 70   | 2024年7月28日  | 中国大陆   | 寧波                  | 寧波奧體中心體育館             |                                      |
| 71   | 2024年8月3日   | 中国大陆   | 西安                  | 西安奧體中心體育館             |                                      |
| 72   | 2024年8月10日  | 中国大陆   | 青島                  | 青島體育中心國信體育館         |                                      |
| 73   | 2024年8月24日  | 中国大陆   | 南京                  | 南京奧體中心體育館             |                                      |
| 74   | 2024年8月30日  | 新加坡     | 新加坡                | 新加坡室內體育館               |                                      |
| 75   | 2024年9月21日  | 中国大陆   | 佛山                  | 佛山國際體育文化演藝中心       |                                      |
| 76   | 2024年10月26日 | 中国大陆   | 杭州                  | 杭州奧體中心體育館             |                                      |
| 77   | 2024年10月27日 | 中国大陆   | 杭州                  | 杭州奧體中心體育館             |                                      |
| 78   | 2024年10月29日 | 日本       | 東京                  | 東京巨蛋城                     | 出道後首個日本演唱會，嘉賓：長岡亮介 |
| 79   | 2024年11月5日  | 日本       | 大阪                  | 大阪國際會議中心               |                                      |
| 80   | 2024年12月14日 | 马来西亚   | 吉隆坡                | Mega Star Arena                |                                      |

## 表演曲目
2019-2020場次曲目：
1. 一點點 

2. 請說 

3. 飄 

4. 讓世界毀滅 

5. 自然醒 

6. 唐人街 

7. 想念 

8. 如同悲傷被下載了兩次 

9. 拾荒 

10. 寵兒 
 
11. 再別康橋 

12. 想自由 

13. 傻子 
 
14. 走鋼索的人 

15. 飛 

16. 眼色 

17. 白晝之月 

18. 巨人的肩膀 

19. 船 

20. 成全 

Encore 1 

21. 思凡+紀念品+誘 
 
22. Runaway Mama 

23. 感同身受 

24. 浪費 

25. 心酸 

26. 兜圈 

27. 說謊 

28. 蜉蝣 

Encore 2 

29. 天真有邪 

1. 一點點 

2. 請說 

3. 飄 

4. 讓世界毀滅 

5. 自然醒 

6. 唐人街 

7. 想念 

8. 如同悲傷被下載了兩次 

9. 拾荒 

10. 寵兒 
 
11. 再別康橋 

12. 想自由 

13. 傻子 
 
14. 走鋼索的人 

15. 飛 

16. 眼色 

17. 白晝之月 

18. 巨人的肩膀 

19. 船 

20. 成全 

Encore 1 

21. 思凡+紀念品+誘 
 
22. Runaway Mama 

23. 感同身受 

24. 浪費 

25. 心酸 

26. 兜圈 

27. 說謊 

28. 蜉蝣 

Encore 2 

29. 壞與更壞 

30. 天真有邪 

1. 一點點 

2. 請說 

3. 飄 

4. 讓世界毀滅 

5. 自然醒 

6. 唐人街 

7. 想念 

8. 如同悲傷被下載了兩次 

9. 拾荒 

10. 寵兒 
 
11. 再別康橋 

12. 想自由 

13. 傻子 
 
14. 走鋼索的人 

15. 飛 

16. 眼色 

17. 白晝之月 

18. 巨人的肩膀 

19. 船 

20. 成全 

Encore 1 

21. 思凡+紀念品+誘 
 
22. Runaway Mama 

23. 感同身受 

24. 浪費 

25. 心酸 

26. 兜圈 

27. 說謊 

28. 全世界誰傾聽你 

Encore 2 

29. 天真有邪 

30. 少女 

31. 神祕嘉賓 

32. 別讓我走遠
2023至今場次曲目：
1. 一點點 

2. 請說 

3. 飄 

4. 讓世界毀滅 

5. 自然醒 

6. 唐人街 

7. 想念 

8. 如同悲傷被下載了兩次 

9. 我不是神，我只是平凡卻直拗愛著你的人 

10. 再別康橋 

11. 想自由 

12. 傻子 
 
13. 走鋼索的人 

14. 飛 

15. 完 

16. 眼色 

17. 白晝之月 

18. 巨人的肩膀 

19. 船 

20. 成全 

Encore 

21. 思凡+紀念品+誘 
 
22. Runaway Mama 

23. 另一個自己 

24. 浪費 

25. 天真有邪 

26. 兜圈 

27. 說謊 

28. 壞與更壞 

29. 歇斯底里 

30. 背影+殘酷月光+伯樂+心有林夕+耳朵+擁有+少女+神祕嘉賓 

1. 一點點 

2. 請說 

3. 飄 

4. 讓世界毀滅 

5. 自然醒 

6. 唐人街 

7. 想念 

8. 如同悲傷被下載了兩次 

9. 我不是神，我只是平凡卻直拗愛著你的人 

10. 再別康橋 

11. 想自由 

12. 傻子 
 
13. 走鋼索的人 

14. 飛 

15. 完 

16. 眼色 

17. 白晝之月 

18. 巨人的肩膀 

19. 成全 

Encore 

20. 思凡+紀念品+誘 
 
21. Runaway Mama 

22. 另一個自己 

23. 浪費 

24. 天真有邪 

25. 兜圈 

26. 說謊 

27. 寵兒+神祕嘉賓+擁有+垃圾寶貝+殘酷月光 

1. 一點點 

2. 請說 

3. 飄 

4. 讓世界毀滅 

5. 自然醒 

6. 唐人街 

7. 想念 

8. 如同悲傷被下載了兩次 

9. 懲罰 

10. 我不是神，我只是平凡卻直拗愛著你的人 

11. 再別康橋 

12. 想自由 

13. 傻子 
 
14. 走鋼索的人 

15. 飛 

16. 眼色 

17. 白晝之月 

18. 巨人的肩膀 

19. 白 

20. 成全 

Encore 

21. 新預感+思凡 
 
22. 紀念品+誘 
 
23. Runaway Mama 

24. 另一個自己 

25. 擁有 

26. 浪費 

27. 天真有邪 

28. 兜圈 

29. 說謊 

30. 垃圾寶貝+早開的晚霞+全世界誰傾聽你 

31. 殘酷月光 

32. 船 

1. 一點點 

2. 請說 

3. 飄 

4. 讓世界毀滅 

5. 自然醒 

6. 唐人街 

7. 想念 

8. 如同悲傷被下載了兩次 

9. 懲罰 

10. 我不是神，我只是平凡卻直拗愛著你的人 

11. 再別康橋 

12. 想自由 

13. 傻子 
 
14. 走鋼索的人 

15. 飛 

16. 眼色 

17. 白晝之月 

18. 巨人的肩膀 

19. 白 

20. 成全 

Encore 1 

21. 思凡+紀念品+誘 
 
22. Runaway Mama 

23. 另一個自己 

24. 擁有 

25. 浪費 

26. 天真有邪 

27. 兜圈 

28. 說謊 

Encore 2 

29. 誰不想 

30. 殘酷月光 

31. 神秘嘉賓 

32. 一家人相親相愛 

33. 伯樂 

1. 一點點 

2. 請說 

3. 飄 

4. 讓世界毀滅 

5. 自然醒 

6. 唐人街 

7. 想念 

8. 如同悲傷被下載了兩次 

9. 懲罰 

10. 我不是神，我只是平凡卻直拗愛著你的人 

11. 再別康橋 

12. 想自由 

13. 傻子 
 
14. 走鋼索的人 

15. 飛 

16. 眼色 

17. 白晝之月 

18. 巨人的肩膀 

19. 白 

20. 別讓我走遠 

21. 成全 

Encore 1 

22. 思凡+紀念品+誘 
 
23. Runaway Mama 

24. 另一個自己 

25. 擁有 

26. 浪費 

27. 天真有邪 

28. 兜圈 

29. 說謊 

Encore 2 

30. 誰不想 

31. 殘酷月光 

32. 心酸+神秘嘉賓+伯樂+少女 

33. 代客求婚 

1. 一點點 

2. 請說 

3. 飄 

4. 讓世界毀滅 

5. 自然醒 

6. 唐人街 

7. 想念 

8. 如同悲傷被下載了兩次 

9. 懲罰 

10. 我不是神，我只是平凡卻直拗愛著你的人 

11. 再別康橋 

12. 想自由 

13. 傻子 
 
14. 走鋼索的人 

15. 飛 

16. 眼色 

17. 白晝之月 

18. 巨人的肩膀 

19. 白 

20. 別讓我走遠 

21. 成全 

Encore 1 

22. 思凡+紀念品+誘 
 
23. Runaway Mama 

24. 另一個自己 

25. 擁有 

26. 浪費 

27. 天真有邪 

28. 兜圈 

29. 說謊 

Encore 2 

30. 誰不想 

31. 殘酷月光 

32. 心酸+神秘嘉賓+背影+全世界誰傾聽你+勉強幸福+長大的童話 

33. 早開的晚霞+我夢見你夢見我 

34. 感同身受 

35. 擁有+我愛的人+耳朵+越反越愛 

36. 少女 

1. 一點點 

2. 請說 

3. 飄 

4. 讓世界毀滅 

5. 自然醒 

6. 唐人街 

7. 想念 

8. 如同悲傷被下載了兩次 

9. 懲罰 

10. 我不是神，我只是平凡卻直拗愛著你的人 

11. 再別康橋 

12. 想自由 

13. 傻子 
 
14. 走鋼索的人 

15. 飛 

16. 眼色 

17. 白晝之月 

18. 巨人的肩膀 

19. 白 

20. 別讓我走遠 

21. 成全 

Encore 1 

22. 思凡+紀念品+誘 
 
23. Runaway Mama 

24. 另一個自己 

25. 擁有 

26. 浪費 

27. 天真有邪 

28. 兜圈 

29. 說謊 

Encore 2 

30. 誰不想 

31. 殘酷月光 

32. 心酸+神秘嘉賓+伯樂 

33. 背影+神愛世人 

34. 一家人相親相愛 

35. 壞與更壞 

36. 少女+寵兒+瑪莉晚安了 

## 軼事
1. 於2019年5月25日的香港紅磡體育館第二場，著名歌手陳奕迅亦有到場支持，林宥嘉發現亦特意遞手上的麦克风與其合唱「說謊」。[5]
2. 於2023年4月28日林宥嘉再度前往香港紅磡體育館舉行三場演唱會，在4月30日的尾場林宥嘉特意邀請林家謙當嘉賓，並與其合唱「飛」及「瑪莉晚安了」。[7]
3. 於2023年12月15日至17日林宥嘉再度前往台北小巨蛋舉行三場演唱會，他在talk環節時表示自己在開唱前一天患上A流（甲型流感病毒），雖然在12月15日有好轉，但仍不停流鼻涕。[12]